# Kurs Alpha
Treść tego artykułu może nie być zgodna z zasadami neutralnego punktu widzenia,
ponieważ brak stanowiska krytycznego m.in. Kościoła Katolickiego (angielska wersja poświęca osobną sekcję).
Dokładniejsze informacje o tym, co należy poprawić, być może znajdują się w dyskusji tego artykułu.
 Po wyeliminowaniu niedoskonałości należy usunąć szablon [[Szablon:Dopracować|]] z tego artykułu.

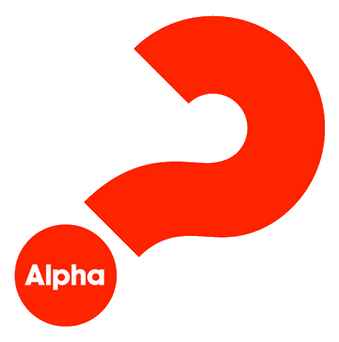
Symbol Alpha

Kurs Alpha – spotkania organizowane przez wspólnoty chrześcijańskie, w których mogą brać udział ludzie wszystkich wyznań, jak i ludzie, którzy w Boga nie wierzą w ogóle. Celem spotkań jest dyskusja na temat wiary.

## Historia
Kurs Alpha powstał w Anglii i Kościele anglikańskim w 1992 roku. Duchowni z Kościoła Świętej Trójcy w Londynie Nicky Gumbel i Sandy Millar opracowali katechezy kursu, na podstawie danych z tysięcy przeprowadzonych wywiadów i ankiet. Wkrótce Alpha rozprzestrzenił się w Europie, Stanach Zjednoczonych, Azji i Afryce. Jesienią 1998 roku pastor Nicky Gumbel został opisany przez „The Times” jako „Nowy John Wesley”, a „The Daily Telegraph” ogłaszał „powtórne nawrócenie Anglii” przez kursy Alpha. 

## Zakres działalności
Zakres tematyczny kursu zawiera podstawowe prawdy wiary chrześcijańskiej, dlatego został zaadaptowany przez Kościoły:
- anglikański
- baptystyczny
- metodystyczny
- prezbiteriański
- rzymskokatolicki
- wolny
- zielonoświątkowy

oraz:
- Armię Zbawienia
- Zbory Boże

## Cel
Kurs ma dziesięć cotygodniowych spotkań a w połowie kursu organizowany jest wyjazd weekendowy poświęcony Duchowi Świętemu. Tematem kursu jest wiara, modlitwy, umiejętności czytania i zrozumienia prawd Pisma Świętego, tak zwanych darów Ducha Świętego, Bożego działania w życiu człowieka, i uzdrowień.

## Założenia
Litery angielskiego słowa ALPHA:
- A – anyone can come. Każdy może przyjść. Kurs jest przeznaczony dla każdego, kto chciałby się dowiedzieć czegoś więcej na temat wiary chrześcijańskiej.
- L – learning and laughter. Uczymy się i śmiejemy. Spotkania odbywają się w radosnej atmosferze, więc śmiech i humor są ważnym elementem kursu.
- P – pasta (wł.  makaron). Wspólne posiłki pomagają w stworzeniu miłej atmosfery i dają okazję ludziom do poznawania się i nawiązywania przyjaźni.
- H – helping one another. Spotkania w małych grupach dyskusyjnych pomagają w zrozumieniu wykładu, w studiowaniu Biblii, modlitwie itp.
- A – ask anything. Można pytać o wszystko. Żadne pytanie nie jest niemądre lub zbyt napastliwe.

## Struktura spotkania
- Kolacja – wspólny posiłek,
- Wykład – omówienie danego zagadnienia,
- Kawa i małe grupy – rozmowa, wymiana poglądów, pytań i własnych odkryć w małym gronie przy kawie, herbacie i słodkiej przekąsce.